# Silvio Margini
Silvio Margini (Viano, 2 gennaio 1905 – Mantova, 3 maggio 1981) è stato un militare italiano.

## Biografia
Nel 1928 Margini si sposò con Annita Grassi Inquadrato nel 79º Btg. CC.NN. "Reggio Emilia" sotto il comando del primo seniore Alberto Patrocini aggregato alla 16ª Divisione fanteria "Pistoia", Margini dal 28 febbraio 1941 prese parte alle grandi manovre a Crotone dove ebbe anche compiti di difesa costiera presso le località di Cosenza, Catanzaro e Reggio Calabria.

### Sul fronte orientale
Nell'autunno 1941 il centurione della MVSN Margini, al comando della 3ª compagnia del 79º Btg. CC.NN. "Reggio Emilia" della 63ª Legione CC.NN. d'Assalto "Tagliamento" prese parte alla campagna di Russia.
Margini fu impiegato in attività esplorativa ottenendo un encomio solenne dal generale Vittorio Giovannelli.
Margini fu ferito a un arto inferiore durante la battaglia di Natale nel corso dei contrattacchi sovietici contro Vorošilova.

### Al comando del 79º Battaglione M in Russia
L'8 febbraio 1942 Margini, non ancora completamente ristabilitosi dalle ferite riportate a Woroscilowa, sostituì il seniore Alberto Patrocini al comando del 79º Battaglione CC.NN e fu promosso al grado di seniore. Dopo gli ultimi scontri l'intera legione fu trasferita nelle retrovie per ricostituirsi Margini fu inoltre decorato con la medaglia del fronte orientale tedesca.
Nel frattempo si era costituito l'ARMIR e la 63ª Legione CC.NN. d'Assalto "Tagliamento" assunse la denominazione di Gruppo "Tagliamento" e fu affiancata dal Gruppo di Battaglioni CC.NN. "M" Montebello in trasferimento dall'Italia, i due gruppi insieme costituirono il Raggruppamento CC.NN. "3 Gennaio" sotto il comando del generale Filippo Diamanti anche se il gruppo Montebello giunse in Russia solo l'11 settembre. Nel febbraio il 79º Btg. CC.NN, unitamente al 63º Btg. CC.NN, per merito di guerra poté fregiarsi della "M" diventando un Battaglione M.
Il 17 luglio 1942 il seniore Margini ricevette l'ordine dalla Divisione Celere di effettuare delle puntate verso Sterovka per verificare le posizioni sovietiche ed eventualmente procedere all'occupazione dell'abitato. La ricognizione rilevò la presenza di due battaglioni così i ricognitori ricevettero l'ordine di rientrare ma i russi passarono all'attacco impegnando duramente l'ala destra del 79º Battaglione CC.NN presidiata dalla 1ª compagnia e dalla 2ª compagnia. La situazione fu ristabilita dall'intervento della 3ª compagnia di cui assunse direttamente il comando Margini e riuscì a resistere agli attaccanti che in serata rientrarono sulle precedenti posizioni. Il giorno seguente Margini guidò il 79º Battaglione all'occupazione di Sterovka e Suravevka dove furono presi numerosi prigionieri. Per questa azione Margini fu insignito della medaglia di bronzo al valor militare.

#### La prima battaglia difensiva del Don
Il 20 agosto 1942 incominciò la prima battaglia difensiva del Don e il 79º Btg. CC.NN. fu impegnato a contenere al fianco della 2ª Divisione fanteria "Sforzesca" gli attacchi sovietici, ma il 21 agosto all'alba un nuovo attacco portò al cedimento della "Sforzesca" che abbandonò le posizioni e a Margini fu dato l'ordine di occupare il più rapidamente possibile le posizioni abbandonate non ancora prese dal nemico per costituire dei capisaldi. La posizione più importante era quota 232,2 che Margini avrebbe dovuto occupare per prima per poi procedere con le quote 191,4 e 188,6. Quando il reparto comandato da Margini giunse in posizione la quota 232,2 era già stata conquistata dai sovietici e la vettura su cui procedeva in avanscoperta fu investita dal fuoco sovietico appena valicato il costone. Margini riuscì a porsi in salvo e a bloccare i tre autocarri che lo seguivano da vicino ed a impedire che il resto della colonna superasse il costone rimanendo quindi in zona riparata. Margini decise di attaccare ugualmente la quota 232,2 ma ben presto si trovò a dover contrastare un tentativo di aggiramento sovietico pertanto predispose il proprio battaglione per la difesa ad oltranza. Il battaglione resse all'urto nemico ma le perdite dei difensori furono ingenti e iniziò a scarseggiare anche il munizionamento. Nel frattempo il battaglione di Margini fu raggiunto da due battaglioni della 54ª Divisione e dal 63º battaglione M che si posero a protezione del fianco destro dello schieramento italiano. Margini fece presente la situazione al colonnello Viale della 54ª Divisione ma questo rispose che il sacrificio del battaglione sarebbe stato necessario per permettere di completare il ripiegamento della "Sforzesca" sulle posizioni difendibili di Čebotarevskij e allo sganciamento del 63º battaglione M e della 54ª Divisione. Quando verso sera il 63º battaglione M e la 54ª Divisione iniziarono il ripiegamento i sovietici scatenarono un attacco con cui riuscirono a tagliare la strada verso Čebotarevskij. L'azione del 79º Battaglione M permise di arginare l'attacco nemico che se riuscito avrebbe probabilmente compromesso lo schieramento difensivo.
Nella notte tra il 21 e il 22 agosto il 79º Battaglione M iniziò anch'esso a ripiegare su Čebotarevskij lasciando indietro una forte retroguardia comandata direttamente da Margini. Čebotarevskij fu raggiunta intorno alle 2.30 della notte. Lì erano già giunti il 63º battaglione M e i reparti della 54ª divisione. Un nuovo durissimo attacco sovietico contro le nuove posizioni avvenne in serata e costrinse i legionari in alcuni casi a respingere il nemico anche con le bombe a mano.
Il giorno 23 le posizioni italiane che fino ad allora erano rimaste completamente isolate furono ripetutamente attaccate e Margini inviò un fonogramma richiedente munizioni.
(Fonogramma di Silvio Margini al Comando alle 7 del mattino del 23)
Alle 9.30 del mattino arrivò dal comando un fonogramma di risposta che invitava i due battaglioni M a resistere e verso le 10.15 il Comando riuscì a far arrivare un importante carico di munizioni. Il 25 un nuovo durissimo attacco sovietico riuscì a ad accerchiare i reparti italiani a Čebotarevskij così Margini per il 79º Battaglione M, De Franco per il 63º Battaglione M e Spighi per i resti della 54ª costituite tre distinte colonne, a costo di ingenti perdite spezzarono l'assedio raggiungendo le nuove postazioni difensive italiane.
(Dalla relazione di Margini al Comando sugli scontri del 20/23 agosto 1942)
Solo verso le 2.30 di notte del 22 agosto le camicie nere raggiunsero anch'esse Čebotarevskij dove si posizionarono a difesa e contribuirono a respingere altri duri attacchi sovietici. Il 2 settembre l'intera legione fu inviata nelle retrovie per riposo.
Il generale Giovanni Messe riconobbe che il sacrificio del 79º Btg. aveva impedito che il fianco destro dello schieramento italiano potesse essere accerchiato. Il labaro della legione per questa azione fu decorato con la medaglia d'oro al valor militare, i due battaglioni M ottennero le M rosse e Margini il 28 settembre fu decorato con la medaglia d'argento al valor militare.
Margini fu sostituito al comando dal seniore Giosuè Gangemi e rientrò in Italia.

### In Italia

1944, le autorità di Reggio Emilia passano in rassegna un reparto della GNR presso lo Stadio Mirabello

Rientrato in Italia il 10 agosto 1943 assunse il comando del 63º battaglione della 1ª Divisione corazzata "M" al posto di Giuseppe Lupo ridenominato alla caduta di Mussolini 63º Btg. "Battaglione Tagliamento".
Dopo l'armistizio dell'8 settembre 1943 Margini rientrò a Reggio Emilia dove aderì alla Repubblica Sociale Italiana. Promosso colonnello fece parte del 632º Comando provinciale GNR e dopo l'uccisione da parte dei gappisti del colonnello Giovanni Fagiani comandante della Guardia Nazionale Repubblicana di Reggio Emilia lo sostituì.
Nel dopoguerra fondò il "Gruppo Reduci della Legione Tagliamento" di cui divenne il primo presidente.